# Lakenpoort

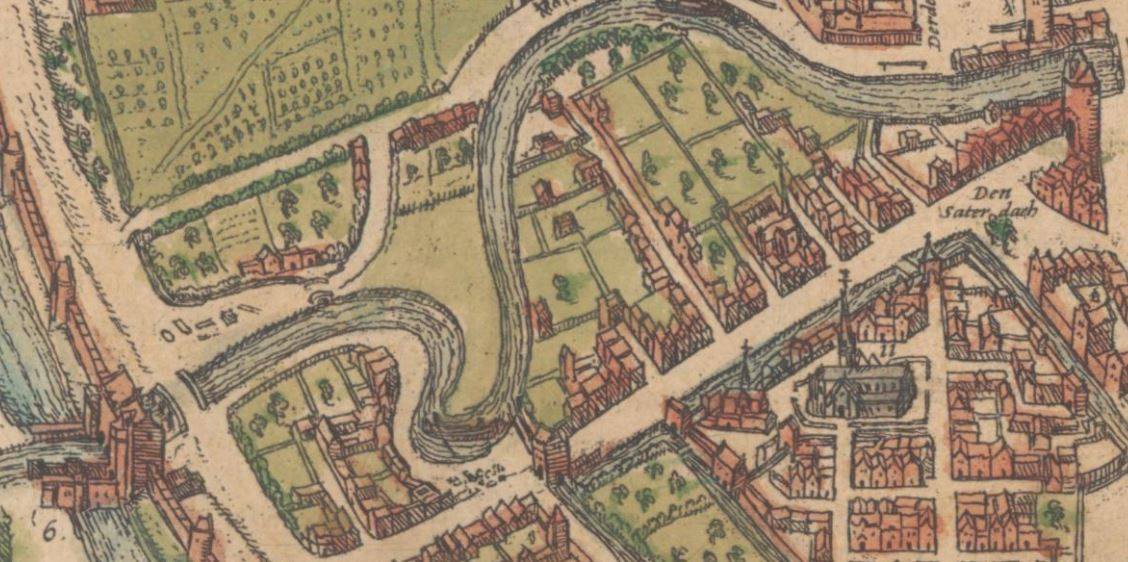
De poort rechtsboven op een kaart uit 1572 (verderop de Middelste en de Buitenste Lakenpoort)

De Lakenpoort of Zwarte Poort (Frans: Porte Noire), later ook wel Oude of Binnenste Lakenpoort genoemd, was een stadspoort op de eerste stadsmuur van Brussel. Het bouwwerk, waarvan de oudste vermelding teruggaat tot 1252, gaf uit op de weg naar Laken. In de 14e eeuw kwam er verderop ook een Middelste Lakenpoort en een Buitenste Lakenpoort. De oude poort werd gebruikt om buskruit op te slaan en stond in de 16e eeuw bekend als swerte poorte, ongetwijfeld vanwege de zwarte kleur.
De Drie Leden beslisten in 1571 de poort te slopen, wat twee jaar later werd uitgevoerd tegen een kost van 100 florijnen. De stenen werden herbruikt om de sluis van Klein-Willebroek te bouwen.